# Prrenjas
Prrenjas o Përrenjas es un municipio y villa del condado de Elbasan, en el centro de Albania. El municipio se formó en 2015 mediante la fusión de los antiguos municipios de Prrenjas, Qukës, Rrajcë y Stravaj, que pasaron a ser unidades municipales. Tiene una población de 24 906 habitantes (censo de 2011) y un área total de 322,95 km². La población en sus límites de 2011 era de 5847 habitantes.
La localidad se ubica sobre la carretera SH3, unos 5 km al oeste de la costa occidental del lago de Ocrida, en el límite con el condado de Korçë.